# Noah Centineo
Noah Centineo, né le 9 mai 1996 à Miami en Floride, est un acteur américain.
Il est connu pour son rôle de Jesus Adams Foster dans la série télévisée américaine The Fosters et pour ses interprétations dans les comédies romantiques À tous les garçons que j'ai aimés, Sierra Burgess Is a Loser et The Perfect Date.

## Biographie

### Enfance et formation
Noah Gregory Centineo naît à Miami en Floride, le 9 mai 1996, de Kellee Janel (née Andres) et Gregory Vincent Centineo, un homme d'affaires qui a produit le film d'animation Legends of Oz: Dorothy's Return. Il a une sœur aînée, prénommée Taylor. Il a des ascendances italiennes, néerlandaises et un peu américaines et portoricaines. Il a grandi avec sa famille à Boynton Beach, en Floride.
Il a fréquenté durant son enfance, la School District of Palm Beach County (en) et a par la suite étudié dans le lycée public Boca Raton Community High School (en), où il a notamment joué au football. À l'âge de seize ans, en 2012, il quitte l'école et part s'installer à Los Angeles pour poursuivre sa carrière d'acteur.

### Carrière

#### 2009-2014: débuts avec Disney et à la télévision
Noah Centineo a fait ses débuts d'acteur en tant que Josh Peters dans le téléfilm Croc d'or en 2009. Entre 2011 et 2013, il va jouer le rôle de Dallas dans trois épisodes de la série télévisée Austin et Ally. L'année qui suit il jouera respectivement dans un épisode des séries télévisées, Marvin Marvin et Shake It Up.
En 2013, il a produit dix-neuf épisodes de la web-série #TheAssignment, il a également écrit deux scénarios et a joué dans quatre épisodes.
En 2014, il décroche son premier rôle important dans le film Disney Channel, Le Garçon idéal, où il interprète le rôle de Jaden Stark. Il a ensuite été projeté la même année, dans la comédie pilote de Disney Channel Growing Up and Down.

#### Depuis 2015: révélation télévisuelle et percée au cinéma
En août 2015, il est annoncé que Noah Centineo rejoint la série télévisée à succès The Fosters, produite par Jennifer Lopez,. Il remplace l'acteur Jake T. Austin, à la suite de son départ de la série, dans le rôle de Jesus Adams Foster. La série est diffusée entre le 3 juin 2013 et le 6 juin 2018 sur ABC Family / Freeform. Pour ce rôle, il sera notamment nommé dans la catégorie « Meilleur acteur dans une série de l'été » lors de la 19e cérémonie des Teen Choice Awards.
En 2017, il joue dans la série télévisée T@gged aux côtés de Lulu Antariksa, Lia Marie Johnson et Katelyn Nacon. La même année, il interprète le rôle de Johnny Sander Jr. dans le film SPF-18 puis le rôle de Jake Roberts dans Can't Take It Back, réalisé par Tim Shechmeister. Il fait également une apparition dans le clip vidéo de la musique à succès Havana de la chanteuse Camila Cabello.
En 2018, il est à la tête de deux films originaux Netflix. En août, il interprète le rôle de Peter Kavinsky dans la comédie romantique, À tous les garçons que j'ai aimés au côté de Lana Condor et en septembre dans le film, Sierra Burgess Is a Loser dans le rôle de Jamey aux côtés de Shannon Purser et Kristine Frøseth. Il est également à la tête de la comédie, Swiped d'Ann Deborah Fishman sorti le 6 novembre 2018 aux États-Unis.
La même année, il rejoint le casting de la comédie romantique The Perfect Date aux côtés de Camila Mendes et Laura Marano, le film est disponible depuis le 12 avril 2019 sur Netflix,.
Le 2 octobre 2018, il a été annoncé par le magazine Variety qu'il a rejoint la distribution de Charlie's Angels, film qui se déroule dans la continuité de la série de films Charlie's Angels et de la série culte Drôles de dames ; il interprétera le rôle de Langston. Il sera aux côtés de Naomi Scott, Kristen Stewart, Ella Balinska et Patrick Stewart,. Le film sera au cinéma le 4 décembre 2019 en France,.
En décembre 2018, à la suite du succès du film À tous les garçons que j'ai aimés, Netflix a annoncé le développement d'un deuxième volet.
En 2019, il rejoint le casting de Good Trouble, la série dérivée de The Fosters le temps de 2 épisodes durant lequel, il reprend le rôle de Jesus Adams Foster.
Le 25 janvier 2019, il a réalisé et fait une apparition dans le clip vidéo Save Me Tonight du disc jockey russe Arty, dans lequel Lily Collins tient le rôle principal. Il fait également une apparition dans le clip vidéo Are you bored yet? du groupe de rock Wallows, notamment constitué de l'acteur Dylan Minnette, sorti le 22 mars 2019,.
Le 20 mars 2019, il a été annoncé par le magazine Variety qu'il rejoint la distribution du film Les Maîtres de l'univers, basé sur la franchise Les Maîtres de l'univers (Masters of the Universe), publié par Sony Pictures pour jouer le rôle du personnage Musclor (He-Man),.
Le 16 août 2019, Netflix a annoncé que le film À tous les garçons : P.S. Je t'aime toujours (To All the Boys: P.S. I Still Love You), dont le tournage fini en mai 2019, sera mis en ligne le 12 février 2020 et qu'un troisième volet est également en production. Le tournage du troisième film, À tous les garçons : Toujours et à jamais, Lara Jean (en) (To All the Boys: Always and Forever, Lara Jean), a été tourné du 15 juillet au 20 août 2019 à Vancouver, au Canada,. Le film est disponible sur Netflix depuis le 12 février 2021.
En 2022, Noah Centineo a fait ses débuts en tant que producteur exécutif et acteur principal dans la série d'espionnage de Netflix, "The Recruit". Dans cette série, il incarne Owen Hendricks, un jeune avocat inexpérimenté qui se retrouve plongé dans le monde dangereux de la CIA. La série a rapidement gagné en popularité, se classant dans le top 10 des programmes les plus regardés sur la plateforme.La deuxième saison de "The Recruit" a été diffusée le 30 janvier 2025. Cependant, malgré son succès initial et un cliffhanger à la fin de la deuxième saison, il a été annoncé qu'il n'y aurait pas de saison 3. La décision d'annuler la série a été une déception pour de nombreux fans qui espéraient une suite aux aventures d'Owen Hendricks.

### Vie privée
En février 2020, il a révélé dans une interview avec Harper's Bazaar qu'il était sobre depuis quelques années. Il a connu une période mouvementée qui a commencé à l'âge de 17 ans et s'est terminée la veille de son 21e anniversaire et décrit ce moment comme « un moment vraiment sombre dans ma vie »,,.
En février 2020 également, il a lancé Favored Nations, une initiative à but non lucratif qui utilisera sa gamme et son influence sur les réseaux sociaux pour collecter des fonds pour des œuvres caritatives. L'idée a été lancée après qu'il s'est associé à Omaze (en) dans le cadre d'un concours, qui a finalement permis d'amasser 280 000 $ pour une œuvre caritative, offrant à un fan la possibilité de faire une randonnée et de partager un repas avec lui.
D'avril 2019 à mars 2020, il a été en couple avec la mannequin Alexis Ren,.
En avril 2025, le site people TMZ a dévoilé des photos et des vidéos suggérant une possible relation avec l'actrice Zoé Kravitz.

## Filmographie

### Cinéma
- 2011 : Turkles de Frank Eberling : David
- 2014 : Abraham & Sarah, the Film Musical de Cathy Ellis : Ishmael jeune
- 2014 : Another Assembly de Rondell Sheridan : Gabe
- 2017 : SPF-18 de Alex Israel (en) : Johnny Sanders Jr.
- 2017 : Can't Take It Back de Tim Shechmeister : Jake Roberts
- 2018 : À tous les garçons que j'ai aimés (To All the Boys I've Loved Before) de Susan Johnson (en) : Peter Kavinsky
- 2018 : Sierra Burgess Is a Loser de Ian Samuels : Jamey
- 2018 : Swiped d'Ann Deborah Fishman : Lance Black
- 2019 : The Perfect Date de Chris Nelson : Brooks Rattigan
- 2019 : Charlie's Angels d'Elizabeth Banks : Langston
- 2020 : À tous les garçons : P.S. Je t'aime toujours (To All the Boys: P.S. I Still Love You) de Michael Fimognari : Peter Kavinsky
- 2021 : À tous les garçons : Pour toujours et à jamais (To All the Boys: Always and Forever, Lara Jean) de Michael Fimognari : Peter Kavinsky
- 2022 : Black Adam de Jaume Collet-Serra : Albert Rothstein
- 2023 : Dream Scenario de Kristoffer Borgli : Dylan
- 2025 : Warfare de Ray Mendoza et Alex Garland : Brian / Zawi
- 2025 : Our Hero, Balthazar de Oscar Boyson : Anthony

### Télévision

#### Séries télévisées
- 2011 - 2012 : Austin et Ally : Dallas (3 épisodes)
- 2013 : Marvin Marvin : Blaine Hotman (1 épisode)
- 2013 : Shake It Up : Monroe (1 épisode)
- 2013 : #TheAssignment : Ben / Noah / George / Cameron (4 épisodes)
- 2014 : Newsreaders (en) : Josh (1 épisode)
- 2014 : Jessie : Rick Larkin (1 épisode)
- 2015 - 2018 : The Fosters : Jesus Adams-Foster (53 épisodes)
- 2017 - 2018 : T@gged : Hawk (23 épisodes)
- 2019 : Good Trouble : Jesus Adams-Foster (2 épisodes)
- 2022 - 2025 : The Recruit : Owen Hendricks (14 épisodes)
- 2025 : XO, Kitty : Peter Kavinsky (1 épisode)

#### Téléfilms
- 2009 : Croc d'or (The Gold Retrievers) : Josh Peters
- 2014 : Growing Up and Down de Steve Leff : Ben
- 2014 : Le Garçon idéal (How to Build a Better Boy) de Paul Hoen : Jaden Stark

### Clips
- 2017 : Havana de Camila Cabello feat. Young Thug[40]
- 2019 : Save Me Tonight de Arty[41]
- 2019 : Are you bored yet ? de Wallows feat. Clairo[42]

## Voix francophones
En France, Arnaud Laurent est la voix régulière de Noah Centineo.
En France
| - Arnaud Laurent dans : - Jessie (série télévisée) - Le Garçon idéal (téléfilm) - SPF-18 - À tous les garçons que j'ai aimés - Swiped - The Perfect Date - À tous les garçons : P.S. Je t'aime toujours - À tous les garçons : Pour toujours et à jamais - The Fosters (série télévisée) - Good Trouble (série télévisée) - Black Adam - The Recruit (série télévisée) - XO, Kitty (série télévisée) - Warfare | Et aussi - François Santucci dans Sierra Burgess Is a Loser - Antoine Ferey dans Charlie's Angels |

Au Québec
- Sébastien Reding dans The Fosters (série télévisée)

## Distinctions
Sauf indication contraire, les informations mentionnées dans cette section peuvent être confirmées par la base de données cinématographiques IMDb,  présente dans la section « Liens externes ».
| Année | Prix                                    | Catégorie                               | Nomination                        | Résultat   |
| ----- | --------------------------------------- | --------------------------------------- | --------------------------------- | ---------- |
| 2019  | 21e cérémonie des Teen Choice Awards    | Meilleur acteur dans un film : comédie  | The Perfect Date                  | Lauréat    |
| 2019  | 21e cérémonie des Teen Choice Awards    | Meilleure alchimie avec Laura Marano    | The Perfect Date                  | Nomination |
| 2019  | 21e cérémonie des Teen Choice Awards    | Meilleur acteur dans un film dramatique | À tous les garçons que j'ai aimés | Nomination |
| 2019  | 21e cérémonie des Teen Choice Awards    | Meilleure alchimie avec Lana Condor     | À tous les garçons que j'ai aimés | Nomination |
| 2019  | 28e cérémonie des MTV Movie & TV Awards | Meilleure révélation de l'année         | À tous les garçons que j'ai aimés | Lauréat    |
| 2019  | 28e cérémonie des MTV Movie & TV Awards | Meilleur baiser avec Lana Condor        | À tous les garçons que j'ai aimés | Lauréat    |
| 2019  | 32e cérémonie des Kids' Choice Awards   | Acteur de film préféré                  | À tous les garçons que j'ai aimés | Lauréat    |
| 2017  | 19e cérémonie des Teen Choice Awards    | Meilleur acteur dans une série de l'été | The Fosters                       | Nomination |